# Speonectes tiomanensis
Speonectes
Genre
Espèce
Statut de conservation UICN

 CR B1ab(iii); D : 
En danger critique
Speonectes tiomanensis, unique représentant du genre Speonectes, est une espèce de poissons d'eau douce téléostéens de la famille des Nemacheilidae (ordre des Cypriniformes).

## Description
Speonectes tiomanensis est une espèce troglobie de « loche franche » endémique en Malaisie où elle n'est connue que d'une grotte sur l'île Tioman. Ce poisson atteint une longueur de 5,8 cm queue non comprise. 
L'espèce est classée « en danger critique » sur la liste rouge de l'Union internationale pour la conservation de la nature (UICN).

## Systématique
En 1990, l'espèce Speonectes tiomanensis est décrite par l'ichtyologiste Maurice Kottelat sous le protonyme Sundoreonectes tiomanensis Kottelat, 1990,, puis, en 2012, il crée le genre Speonectes pour l'y reclasser sous son taxon actuel,.
Speonectes tiomanensis a pour synonyme :
- Sundoreonectes tiomanensis Kottelat, 1990

## Étymologie
Le nom générique, Speonectes, est la combinaison du grec ancien σπzοζ, speos, « caverne, grotte », et νήκτης, nḗktēs, « nageur », fait référence à l'habitat de la seule espèce connue, Speonectes tiomanensis.
L'épithète spécifique, composée de tioman et du suffixe latin -ensis, « qui vit dans, qui habite », lui a été donnée en référence à sa localité type, l'île Tioman.

## Publications originales
- Genre Speonectes :
  - (en) Maurice Kottelat, « Conspectus Cobitidum: An Inventory of the Loaches of the World (Teleostei: Cypriniformes: Cobitoidei) », The Raffles Bulletin of Zoology, Lee Kong Chian Natural History Museum (d), vol. Supplement No. 26,‎ 28 décembre 2012, p. 1-199 (ISSN 0217-2445 et 2345-7600, lire en ligne).
- Espèce Speonectes tiomanensis, sous le taxon Sundoreonectes tiomanensis :
  - (en) Maurice Kottelat, « New species and populations of cave nemacheilines in south and south-east Asia (Osteichthyes: Balitoridae) », Mémoires de Biospéologie, France, vol. 17,‎ 1990, p. 49-56 (ISSN 0184-0266, lire en ligne, consulté le 7 août 2023).